# غاري بويل
غاري بويل (بالإنجليزية: Gary Boyle)‏ هو عازف جاز وعازف قيثارة بريطاني، ولد في 24 نوفمبر 1941 في بهار في الهند.

## وصلات خارجية
- غاري بويل على موقع ميوزك برينز (الإنجليزية)
- غاري بويل على موقع أول ميوزيك (الإنجليزية)
- غاري بويل على موقع ديسكوغز (الإنجليزية)